# Владимировское (Запорожская область)
Владимировское (укр. Володимирівське) — село,
Владимировский сельский совет,
Запорожский район,
Запорожская область,
Украина.
Код КОАТУУ — 2322181601. Население по переписи 2001 года составляло 1711 человек.
Является административным центром Владимировского сельского совета, в который, кроме того, входит село
Днепрельстан.

## Географическое положение
Село Владимировское находится в 1-м км от правого берега реки Днепр,
примыкает к городу Запорожье (район Великий Луг).

## История
- 1865 год — дата основания как поселение Кранцвель.
- В 1947 году переименовано в подхоз завода «Запорожсталь»-Владимировка.
- В 1965 году переименовано в село Владимировское.

## Экономика
- «Шквал 1+1», ООО.
- «Ремс», ООО.
- Вокруг села несколько садовых товариществ.

## Объекты социальной сферы
- Учебно-воспитательный комплекс «школа І—ІІІ ступеней — гимназия „Успех“». В гимназии 199 учащихся, 11 классов, 25 сотрудников (2013 год). Профиль — украинской филологии и исторический[2].
- Детский сад «Зайчик». В детском саду 60 детей, 4 группы, 18 сотрудников (2013 год). Работает театральный кружок[3].

## Известные уроженцы
- Зубрицкий, Алексей Витальевич (род. 22 августа 1992) — российский космонавт-испытатель отряда Центра подготовки космонавтов имени Ю. А. Гагарина, участник космической экспедиции МКС-73.